# 7916 Gigiproietti
7916 Gigiproietti è un asteroide della fascia principale. Scoperto nel 1981, presenta un'orbita caratterizzata da un semiasse maggiore pari a 2,3656804 au e da un'eccentricità di 0,1634036, inclinata di 9,58705° rispetto all'eclittica.
L'asteroide è dedicato all'attore italiano Gigi Proietti.